# Live! Tonight! Sold Out!!
Live! Tonight! Sold Out!! — видео-альбом американской гранж-группы Nirvana, выпущенный на лазердиске и VHS 15 ноября 1994 года. DVD-версия альбома была выпущена 7 ноября 2006 года. Курт Кобейн собрал почти весь материал для альбома сам, но не успел закончить работу над ним. Оставшиеся члены группы, Дэйв Грол и Крис Новоселич, вместе с продюсером Кевином Керслейком закончили альбом.
Большинство съёмок сделано с 1991 по 1992 год. Самая поздняя съёмка — 23 января 1993 года.

## Список композиций
1. «Aneurysm» (в двух частях: первая записана 25 ноября 1991 года в Амстердаме, а вторая в Рио-де-Жанейро 23 января 1993 года)
2. «About a Girl» (31 октября 1991 года — Сиэтл)
3. «Dive» (23 января 1993 года — Рио-де-Жанейро)
4. «Love Buzz» (в двух частях: 19 октября 1991 года — Даллас / 25 ноября 1991 года — Амстердам)
5. «Breed» (31 октября 1991 года — Сиэтл)
6. «Smells Like Teen Spirit» (27 ноября 1991 года — английское телевизионное шоу Top of the Pops)
7. «Negative Creep» (22 февраля 1992 года — Гонолулу)
8. «Come as You Are» (25 ноября 1991 года — Амстердам)
9. «Territorial Pissings» (в двух частях: 6 декабря 1991 года — английское телевизионное шоу Jonathan Ross / 25 ноября 1991 года — Амстердам)
10. «Something in the Way» (14 февраля 1992 года — Осака)
11. «Lithium» (30 августа 1992 года — Рединг)
12. «Drain You» (25 ноября 1991 года — Амстердам)
13. «Polly» (31 октября 1991 года — Сиэтл)
14. «Sliver» (25 ноября 1991 года — Амстердам)
15. «On a Plain» (26 июня 1992 года — Роскилле)
16. «Endless, Nameless» (31 октября 1991 года — Сиэтл)

- «Lounge Act» с альбома Nevermind играет во время титров.

## Дополнительные песни на DVD
Помимо основного списка песен, на DVD-версии альбома присутствуют ещё 5 дополнительных песен с концерта в Амстердаме 25 ноября 1991 года:
1. «School»
2. «About a Girl»
3. «Been a Son»
4. «On a Plain»
5. «Blew»

На диске также присутствует запись репетиции песни «On a Plain», которая играет после окончания титров.

## Позиции в чартах
DVD
| Год  | Чарт                           | Позиция      |
| ---- | ------------------------------ | ------------ |
| 2006 | Billboard Comprehensive Videos | № 4          |
| 2006 | Billboard Top Music Videos     | № 4          |
| 2006 | Norwegian DVD Charts           | № 6          |
| 2006 | New Zealand DVD Charts         | № 6 (Золото) |
| 2006 | Italian DVD Charts             | № 9          |
| 2006 | Australian DVD Charts          | № 9          |